# Пиль-башня
Пиль-башня — павильон в Павловском парке на территории одноимённого государственного музея-заповедника. Построен на берегу реки Славянки в 1797 году в виде пильной мельницы.
Является объектом культурного наследия федерального значения.

## История
Павильон, построенный в пасторально-романтическом стиле, быль данью моде конца XVIII века и служил местом кратковременного отдыха во время прогулок по парку. В то время село Павловское в пригороде Санкт-Петербурга принадлежало супруге императора Павла I — Марии Фёдоровне.
Пиль-башня была сооружена по проекта итальянского архитектора Винченцо Бренны и представляла собой круглую постройку с конусообразной крышей, крытой соломой. Её стены были расписаны Пьетро Гонзаго, который создал иллюзию полуразрушенной постройки якобы с рустованной кладкой на нижнем яруса и фахверковой реставрацией разрушений. Стены сложены из кирпича. С одной из сторон на второй этаж башни вела лестница с перилами из стволов берёзы, позже заменённая на каменную. У подножия башни располагались деревянный мост с декоративной водяной мельницей и небольшая летняя купальня. Пейзажи с Пиль-башней были достаточно популярными сюжетами художников того времени (например, такой пейзаж написал С. Ф. Щедрин).

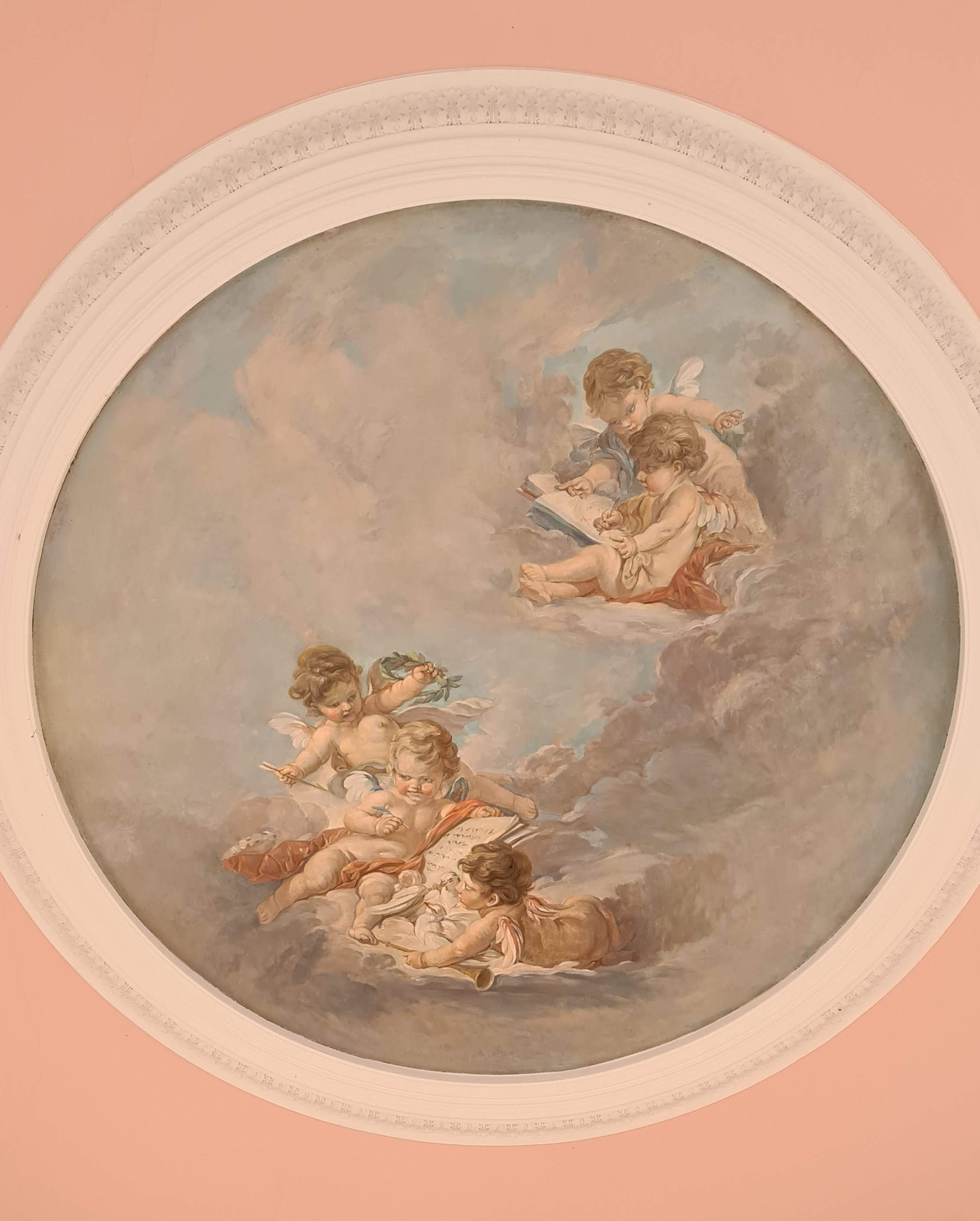
Потолок комнаты на втором этаже Пиль-башни

Внутреннее убранство салона второго этажа отличалось изысканной нарядностью. Там располагались небольшая библиотека, стол из красного дерева и полукруглые диваны с подушками, расшитыми золотыми и шелковыми нитями. Салон украшали живописные полотна (роспись плафона и полотно с играми амуров и зефиров в стене над дверью выполнил Я. Меттенлейтер) и лепнина (лепной карниз, камин с гипсовыми рельефами), вазы и часы. На первом этаже находилось подсобное помещение.
В 1808 году на месте разобранной водяной мельницы архитектор Андрей Воронихин построил новый Пиль-башенный мост с пологой аркой над водой и чугунными перилами.
Во время Великой Отечественной войны территория Павловска была оккупирована фашистскими войсками. В Пиль-башне квартировало подразделение испанской Голубой дивизии, что привело к большим утратам внутреннего убранства. Мост рядом с Пиль-башней был взорван, а здание павильона сильно повреждено. Их отреставрировали только к 1970-м годам.
Роспись была воссоздана в 1970—1972 годах бригадой под руководством Я. А. Казакова и Л. А. Любимова.
В 2014 году проведена комплексная реставрация павильона.